# Nathalie Henneberg

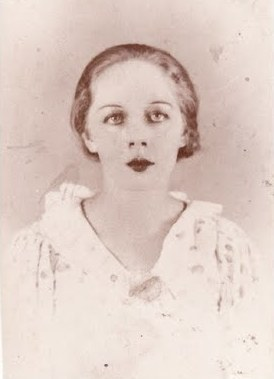
Nathalie Henneberg

Nathalie Henneberg (geboren am 23. Oktober 1910 in Batumi; gestorben am 24. Juni 1977 in Paris) war eine französische Schriftstellerin russischer Herkunft, die ab 1954 zusammen mit ihrem Mann Charles Henneberg zu Irmelshausen-Wasungen (1899–1959) als Verfasserin von Science-Fiction und Fantasy auftrat.

## Leben
Es bleibt unklar, welchen Anteil Charles Henneberg an den unter seinem Namen, unter den als Gemeinschaftsarbeit veröffentlichten oder den nach seinem Tod oft unter dem Namen Nathalie-Charles Henneberg veröffentlichten Arbeiten hat.
Man kann davon ausgehen, dass Nathalie Henneberg an den zunächst nur unter dem Namen ihres Mannes veröffentlichten Werken beteiligt war und dass der Anteil von Charles Henneberg an den späteren, nur noch unter dem Namen Nathalie Henneberg erschienenen Arbeiten gering war.
Nathalie Novokovski lernte ihren späteren Ehemann kennen, als dieser bei der Fremdenlegion im syrischen Homs diente.
Während des Zweiten Weltkriegs kämpfte er auf Seite de Gaulles und wurde nach Kriegsende Directeur des Médaillés Militaires.
1954 erschien ein erster Roman, La naissance des dieux, eine Space Opera. Weitere Romane und Erzählungen erschienen nach Charles Hennebergs Tod, wobei das Gewicht sich von der heroischen Space Opera mehr zur Fantasy hin verlagerte.
Der Roman Les dieux verts (1961) wurde von C. J. Cherryh 1980 unter dem Titel The Green Gods ins Englische übersetzt.
La grande morte, eine italienische Übersetzung des Romans La Plaie (1964), wurde 2007 für den Premio Italia nominiert.
Ins Deutsche übersetzt wurden nur einige Kurzgeschichten der Hennebergs.

## Bibliographie
Romane
- La naissance des dieux (1954)
- Le chant des astronautes (1958)
- La rosée du soleil (1959)
- An premier, ère spatiale (1959)
- Les dieux verts (1961)
- La forteresse perdue (1962)
- Le sang des astres (1963)
- La plaie (1964)
- Le mur de la lumière (1972)
- Le dieu foudroyé (1976)

Sammlungen
- D’or et de nuit (1977)
- Démons et chimères (1977)
- Les anges de la colère (1978)

Kurzgeschichten
- La sentinelle (1956)
- L'évasion (1957)
- Les non-humains (1958)
- Pavane pour une plante (1958)
- La fusée fantôme (1958)
- Au Pilote Aveugle (1959)
  - Deutsch: Zum blinden Piloten. 1975.
- Pêcheurs de lune (1959)
- La planète pourpre (1959)
- Vert comme espérance (1959)
- Pêcheurs de lune (1959)
  - Deutsch: Mondfischer. 1976.
- Exilées (1959)
- Ysolde (1960)
- La vallée d’Avallon (1960)
- Démons et chimères (1960)
- Galatée (1960)
- La vallée d’Avallon (1960)
- Monstre à voix de sirène (1961)
- Des ailes, dans la nuit... (1962)
- Trois devant la porte d’ivoire (1963)
- La terre hantée (1963)
- Les vacances du Cyborg (1964)
- La couleuvre (1965)
- L’opale entydre (1966)
- Les maîtres de l’heure (1967)
- Louve d’argent en abîme passant (1969)
- Portés disparus (1971)
- Le retour des dieux (1971)
- D’or et de nuit (1977)
- La mandragore noire (1977)
- Du fond des ténèbres (1977)
- L'épave (1977)
- La fusée fantôme (1977)
- Le rêve minéral (1977)
- La jeune fille et les deux villes (1978)
- Le soleil de Thulé (1978)
- Les anges de la colère (1978)
- Les maîtres de l’heure (1978)